# Autovía del Cantábrico
A Via rápida do Cantábrico (Autovía del Cantábrico) ou A-8 é uma via terrestre de duplo pavimento e no sentido que se estende o largo norte de Espanha paralela à costa do Mar Cantábrico que começa em Bilbao em união da AP-8 com a AP-68 e acaba em Baamonde (província de Lugo). T~em um comprimento de 486 km.
Atravessa as comunidades autonómicas do País Basco, Cantábrias, Asturias e Galiza. O seu comprimento total quando se encontra finalizada será de mais de 650 km e será a principal via de comunicação por terra nesta zona do país. O seu identificador em Espanha é A-8 na Rede de Estradas Europeias é a E-70.

## Historia
- A primeira fase desta via rápida se encarregou de cobrir as necessidades das grandes cidades do norte. Por uma parte, se realizou uma auto-estrada portajada recorrendo toda a costa do Páis Basco desde Bilbao até Irún e em segundo caso se ligou as urbanizações asturianas de Avilés e Gijón por via rápida (a montagempor sua vez com Oviedo através da Via rápida da Rota da Prata formando assim a conhecida "Y").
- Antes de 1995, o acesso a Bilbao desde Cantabria era lento motivado pelo congestionamento de trânsito, na qual mudou a construção do troço que vai desde Solares até Castro Urdiales, que por aquele troço já contava com a via de grande capacidade que ligasse ao resto da Europa.
- Posteriormente levou a cabo a ligação de Torrelavega, de donde parte por sua vez a Via rápida Cantabria-Meseta, com o limite da Comunidade Autonómica de Cantabria, em Unquera. As obras na parte oriental das Asturias terão finalizado, excepto a confluência do troço Llanes - Unquera cuja execução permaneceu largo tempo parada devida a processos judiciais.
- Actualmente está-se a desenvolver o toço que vai desde Avilés à Galiza (ligação com a Auto-estrada do Noroeste, A-6), com a qual se concluirá este grande projecto vertebrado da Cornisa Cantábrica.